# 翠香街道
翠香街道，是中华人民共和国广东省珠海市香洲区下辖的一个乡镇级行政单位。

## 行政区划
翠香街道下辖以下地区：
紫荆社区、翠香社区、为农社区、沿河社区、银桦社区、兴业社区、北园社区、新竹社区、福宁社区、青竹社区、康宁社区、山场社区、新村社区和柠溪社区。